# Al voltant de mitjanit
Al voltant de mitjanit (títol original: Round Midnight) és una pel·lícula de Bertrand Tavernier, estrenada el 1986. Ha estat premiada amb el César al millor so i l'Oscar a la millor banda sonora el 1987. Ha estat doblada al català.

## Argument
La pel·lícula, que evoca de manera novel·lada la vida del saxofonista Lester Young i del pianista Bud Powell, està inspirada en la biografia de Powell, escrita per Francis Paudras el 1986: El ball dels infidels .
Dale Turner és un saxofonista negro-americà que viu a París en els anys 1950. Es fa amic d'un dibuixant francès incomprès, Francis Borler, que intenta treure'l de l'alcoholisme.

## Repartiment
- Dexter Gordon: Dale Turner
- François Cluzet: Francis Borler
- Gabrielle Haker: Berangere
- Sandra Reaves-Phillips: Buttercup
- Lonette McKee: Darcey Leigh
- Christine Pascal: Sylvie
- Herbie Hancock: Eddie Wayne
- Bobby Hutcherson: Ace
- Pierre Trabaud: el pare de Francis
- Frédérique Meininger: la mare de Francis
- Hart Leroy Bibbs: Hershell
- Liliane Rovère: Sra. Queen
- Ged Marlon:
- Benoît Régent: el psiquiatre
- Victoria Gabrielle Platt: Chan Turner
- John Berry: Ben
- Martin Scorsese: Goodley
- Philippe Noiret: Redon
- Alain Sarde: Terzian
- Eddy Mitchell: el borratxo al bar Blue Note (Paris)
- Noël Simsolo
- Marcel Zanini: un espectador del Blue Note

## Producció
Francis Paudras (Francis Borler a la pel·lícula) era realment amic de Bud Powell en la seva estada perllongada a París en els anys 1950. D'una manera general la pel·lícula segueix el combat de Francis per ajudar el seu amic Dale Turner, artista increïblement creatiu i prolífic però que s'autodestrueix amb l'alcohol, a sortir d'aquest infern. Bertrand Tavernier ha escollit el saxofonista Dexter Gordon (que va actuar realment amb Bud Powell a París en els anys 1950) per al paper principal. Aquest últim també va contribuir a corregir el guió de la pel·lícula.
Nombrosos altres músics de jazz formen part del repartiment, com Herbie Hancock, Freddie Hubbard, Bobby Hutcherson, John McLaughlin, Wayne Shorter, Pierre Michelot i, Eric Le Lann. La música de la pel·lícula, signada per Herbie Hancock, ha estat filmada i ha estat gravada en directe en un magnetòfon multipista (24 pistes).
La pel·lícula ha estat rodada als estudis dels Laboratoris Éclair a Épinay, durant 10 setmanes, en els decorats d'Alexandre Trauner.

## Premis i nominacions

### Premis
- 1987. Oscar a la millor banda sonora per Herbie Hancock
- 1987. César a la millor música original per Herbie Hancock
- 1987. César al millor so per Bernard Leroux, Claude Villand, Michel Desrois i William Flageollet

### Nominacions
- 1986. Lleó d'Or
- 1987. Oscar al millor actor per Dexter Gordon
- 1987. Globus d'Or al millor actor dramàtic per Dexter Gordon
- 1987. Globus d'Or a la millor banda sonora original per Herbie Hancock
- 1987. BAFTA a la millor música per Herbie Hancock
- 1987. César al millor muntatge per Armand Psenny
- 1987. César a la millor direcció artística per Alexandre Trauner